# 布埃尔
布埃尔（法語：Bouère，法語發音：[bwɛʁ]）是法国马耶讷省的一个市镇，属于贡捷堡区。

## 地理
布埃尔（47°51'48"N, 0°28'42"W）面积42.54 平方千米，位于法国卢瓦尔河地区大区马耶讷省，该省份为法国西北部内陆省份，北起芒什省和奧恩省，西接伊勒-维莱讷省，南至曼恩-卢瓦尔省，东临萨尔特省。
与布埃尔接壤的市镇（或旧市镇、城区）包括：萨尔特河畔苏维涅、博蒙皮耶德伯夫、勒比雷、格雷昂布埃尔、圣布里斯、圣夏尔拉福雷、圣但尼当茹、比耶内莱维拉日。

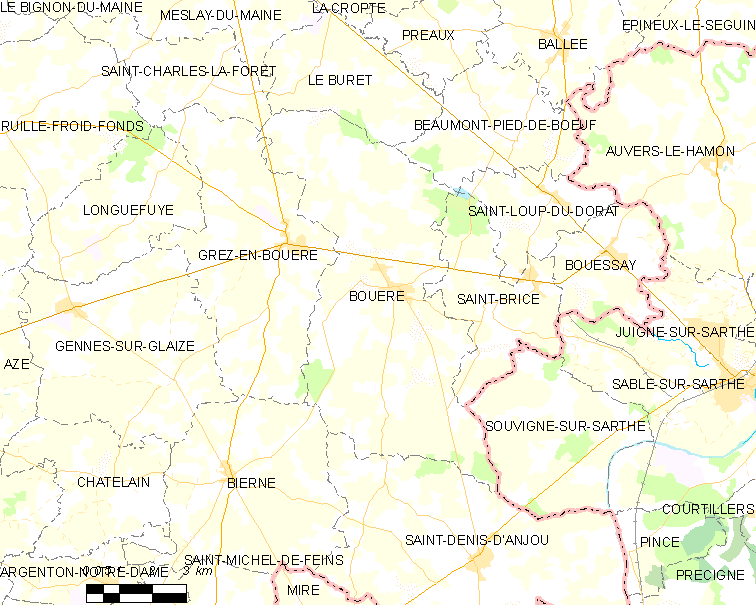
布埃尔的OSM定位图

布埃尔的时区为UTC+01:00、UTC+02:00（夏令时）。

## 行政
布埃尔的邮政编码为53290，INSEE市镇编码为53036。

## 政治
布埃尔所属的省级选区为梅莱迪迈讷县。

## 人口

1962-2008年间布埃尔人口变化图示

布埃尔于2022年1月1日时的人口数量为1066人。